# Шаров, Андрей Юрьевич
Шаров Андрей Юрьевич (род. 30 января 1966 года, Москва) — советский и российский модельер, живописец, театральный художник.
Живёт и работает во Франции и России. Творит в области авангардной моды, моделирования женской и мужской одежды.

## Биография
С 1980 по 1983 год учился частным образом живописи и рисунку в мастерских С. Шлыкова и С. Силицкого.
С 1984 по 1993 год учился в МТИ на художественном факультете, специальность «моделирование одежды». Ученик Вячеслава Зайцева.

### Театр
Работал в театрах:
Романа Виктюка, им. Моссовета, на Малой Бронной, Практика, О. Табакова (Табакерка), Современник, Сатиры, Малый, Музыкальной комедии и т. д.
с режиссерами:
Алла Сигалова, Дмитрий Брусникин, Гарик Сукачев, Александр Молочников, Руслан Маликов, Дарья Субботина, Сергей Виноградов, Сергей Проханов, Ирина Похомова, Андрей Житинкин.
1989 — «Что случилось в зоопарке». Э. Олби. Декорации и костюмы. Реж. Зальцман. т. «ЗДРАВСТВУЙТЕ».
1992 — «Коллекционер» Д. Фаулз. Декорации и костюмы. Реж. С. Виноградов. т. РОМАНА ВИКТЮКА.
1993 — «Внезапно прошлым летом» Т.Уильямс. Декорации и костюмы. Реж. А. Житинкин. т.им МОССОВЕТА
1995 — «Мой бедный Марат» А. Арбузов. Декорации и костюмы. Реж. А. Житинкин. т. им. МОССОВЕТА. Спектакль — лауреат театральной премии газеты «МК» за 1995 г. в номинации: «Лучший спектакль о войне»
1995 — «Псих» А. Минчин. . Декорации и костюмы. Реж. А. Житинкин.т. О. П. ТАБАКОВА.
1995 — «Поле битвы после победы принадлежит мародёрам» Э.Радзинский. Декорации и костюмы. Реж. А. Житинкин. т. САТИРЫ
1997 — «Старый квартал» Т. Уильямс. Декорации и костюмы. Реж А.Житинкин. т. О. П. ТАБАКОВА.
1997 — «Милый друг» Ги де Мопассан. Декорации и костюмы. Реж. А. Житинкин. т.им. МОССОВЕТА. Лауреат премии «ЧАЙКА» в номинации «ПРЕТ-А-ПОРТЕ». За лучшие костюмы.
1998 — «Приключения авантюриста Ф.Круля» Т. Манн. Декорации и костюмы.. Реж А.Житинкин. т. О. П. ТАБАКОВА. наминация премии «ЧАЙКА»
1998 — «Бюро счастья» . Мюзикл. Проект Л. М. Гурченко. Декорации и костюмы.
1999 — «Нижинский. Сумасшедший божий клоун» Гленн Бламстейн. Декорации и костюмы. Реж. А. Житинкин. т. НА МАЛОЙ БРОННОЙ.
1999 — «Венецианский купец» У.Шекспир. Декорации и костюмы. Реж. А. Житинкин. т. им. МОССОВЕТА.
2000 — «Чёрная невеста» Ж. Ануй. Декорации и костюмы.. Реж. А. Житинкин. т. им. МОССОВЕТА.
2000 — «Он пришёл» Дж. Б.Пристли. Декорации и костюмы. т. им. МОССОВЕТА.
2001 — «Лу Лу» . Франк Ведекинд. Декорации и костюмы.. т. НА МАЛОЙ БРОННОЙ.
2001 — «Портрет Дориана Грея» Оскар Уайльд. Декорации и костюмы. т. НА МАЛОЙ БРОННОЙ.
2001 — «Метеор» Ф. Дюрренматт Декорации Б. Бланк . костюмы А. Шаров. . т. НА МАЛОЙ БРОННОЙ.
2001 — «Анна Каренина» Л. Толстой. Декорации и костюмы. т. НА МАЛОЙ БРОННОЙ.
2002 — «Губы» В. Набоков. Декорации и костюмы. Реж. Б.Проханов. т. Луны.
2002 — «Каллигула» Альбер Камю. Декорации и костюмы. т. НА МАЛОЙ БРОННОЙ.
2003 — «ПОЦЕЛУЙ ФЕИ» И. Стравинский. Декорации В. Левенталь. Костюмы А.Шаров. Постановка А. Сигалова. НОВОСИБИРСКИЙ ТЕАТР ОПЕРЫ И БАЛЕТА.
2004 — «Идеальный муж» О. Уайльд. Декорации и костюмы. Т . ТАБАКОВА.
2005 — «Хомоэректус» Поляков. Сценография и костюмы. Реж. А. Житинкин. т. САТИРЫ.
2005 — «Страх мыльного пузыря». Декорация и костюмы. Реж. О. Субботина.
2007 — «Небожители» И.Симонов. Декорации и костюмы. Реж. Р. Маликов. т. ПРАКТИКА. в 2011 году получил приз за лучшую сценографию на театральном фестивале «Текстура».
2007 — «Любовный круг» С. Моэм. Декорации и костюмы. Малый театр.
2010 — «Идеальное убийство» Декорации и костюмы. т. Сатиры.
2010 — «Все сначала» А. Ро. Декорации и костюмы.
2012 — «АНАРХИЯ» М. Пеккер Декорации и костюмы. Реж. Гарик Сукачев. театр СОВРЕМЕННИК.
2012 — «Пиковая дама» А. Пушкин. Костюмы В. Зайцев. Декорации А. Шаров. Малый театр. Реж. А. Житинкин.
2018 — «Однажды на льдине» Декорации и костюмы. Реж. Д. Брусникин.
2019 — «Варшавская мелодия» Л. Зорин. Реж. И. Пахомова.
2020 — «Большая тройка» Декорации и костюмы. Малый театр.
2021 — «Платонов болит» т на Малой Бронной. Реж. А. Молочников.
2023 — «САШАШИШИН» т. СОВРЕМЕННИК .Реж. Гарик Сукачев. Декорации и костюмы.

### Кино
как художник принял участие в съёмках нескольких клипов:
«Дорога в облака» группа «Браво»
«Бедная овечка» Алена Свиридова
«Гауди уходит» Гарик Сукачев.
«Детское сердце» Сергей Галанин.
«Дверь на замке» Сергей Галанин.
«Помнишь» короткометражный фильм. реж. Гарик Сукачев.
«Пой, ветер» короткометражный фильм. реж. Гарик Сукачев.
В 1995 году выступил в качестве художника-постановщика на Мосфильме в съёмках телевизионного новогоднего фильма «Умереть от счастья и любви».
В 2006 году был приглашён Гариком Сукачевым для создания костюмов главных героев и разработки стиля для фильма «Дом солнца», премьера которого состоялась в апреле 2010 года.
В 2008 году был приглашён как арт продюсер для исторической драмы «Варвара». Фильм до сих пор не вышел.

### Мода
Первую коллекцию одежды представил в 1992 году, в рамках Ассамблеи неукрощённой моды, проходившей в Риге.
1996. Первая большая коллекция — «Таисия» показанная в рамках Недели Высокой Моды в Москве.
1997. коллекция «Большие и маленькие человеческие слабости» которая сделала Шарова известным в один день. Знаменитое «подмигивающее» платье стало кульминацией показа.
1999. коллекция «Это все для тебя» состояла из материалов русских народных промыслов: бересты, самоцветов, павловопосадских и оренбургских платков, воплощённых в юбках, брюках, корсетах, бейсболках и топах. Символом коллекции стали очки собственного дизайна из древесины груши, яблони и вишни, выполненные без единого металлического элемента.
Автор коллекций «Тик-Так», «Королева помоек», «Не все так просто», «Экс», «Шутка», «Таисия», «Белое солнце», «Весенний призыв», «Крутая перемена», «Царская охота», «Телага» и т. д.
1998. Член Ассоциации высокой моды.
1999. Открыл авторский бутик в Смоленском пассаже с самостоятельно разработанным дизайном.
В 2004 году стал креативным директором итальянской марки «Enzo Logana».

### Формула 1
В 2006 году Андрей был приглашён для создания дизайна болида команда Mild Seven Renault F1 Team, на котором действующий чемпион мира Фернандо Алонсо выступил в Гран При Формулы 1 Турции.
Машина получила прозвище «турецкой кометы» и была признана самой красивой машиной этого этапа.

### Живопись
Живописью Шаров занимается с середины 1980-х. Выставки его работ прошли в Лондоне (1991), в Париже (1992. 2013. 2014), в Кёльне (1993), в Киеве (1992) Монако (2011. 2012. 2013. 2014) Майами (2011. 2012. 2014. 2015) Нью Йорке (2014) и неоднократно в Москве.
Андрей Шаров—мультидисциплинарный русский художник. Его работы полны энергии, эмоциональности, которые удивительным образом создаются и передаются с помощью цвета и мазка. Шаров работает в широком диапазоне жанров и видов искусства и не принадлежит ни к одной художественной группировке, предпочитая независимость аутсайдера.
Шаров часто возвращается к своим «старым» темам, преобразуя их по-новому в поисках новых смыслов, новых прочтений, каждое из которых глубоко оригинально и своеобычно. В некоторых из его последних работ он заимствует знаменитые образы обнажённой женской натуры, такие как «Большая одалиска» Энгра, и преобразует гладкость и элегантность этого шедевра классицизма, богатство его деталей, в прерывистые мазки и смелые, яркие пятна цвета, передающие не только мощность и энергию его собственного темперамента, но и стремительный темп и диссонансы, характеризующие современную культуру. В своих живописных полотнах Шаров глубоко погружён в чувства своих героев, что прежде всего проявляется в обращении художника с цветом. Андрей Шаров особенно ценит спонтанность. Он не делает предварительных набросков и предпочитает писать свои картины используя один порыв энергии, подобно мастерам Дзэн, чтобы уловить энергию момента. Шарова в первую очередь привлекает игра с нарративной интенцией и поиск неожиданных ассоциаций, раздвигая пределы известного и границы знакомого и обыденного.
Шаров участник таких арт ярмарок как Art Hamptons, Art Paris, Silicon Valley Contemporary, Select Conteemporary Art Fair и т. д.
Участник торгов аукционных домов Christie’s, Sotheby’s, Phillips.
В 2014 году картина Андрея «Розовая обнажённая» была продана на торгах Sotheby^s contemporary art day в два с половиной раза превысив эстимейт. (53. 000 $)
Персональные выставки художника проходят преимущественно в Париже, Майами и Монако.
Успешный бизнесмен Василий Клюкин является крупнейшим коллекционером работ Андрея.
Лучшие работы художника находятся именно в его коллекции.

## Участие в выставках, ярмарках и аукционах
2015.
Art Palm Beach. Miami. США.
2014.
SELECT | Contemporary Art Fair Miami, США
Art Hamptons. Bridgehampton. Нью-Йорк. США.
Art Fair Paris. Франция.
Silicon Valley Contemporary. США.
Art Monaco. Монако.
2012.
Miami International Art Fair. США.

### Аукционы
2014.
Sotheby’s. Contemporary Art Day. Нью-Йорк. США
Phillips. Under the Influence. Лондон. Великобритания.

2012. Christie’s. Interiors. ЛОНДОН
2011. Christie’s. Interiors. ЛОНДОН

## Призы
Действительный член Ассоциации высокой моды и прет-а-порте России.
Третья премия на Конкурсе молодых российских модельеров памяти Надежды Ламановой в Москве (1995).

Премия «Чайка
» в номинации «Prêt-à-porter» за театральные костюмы к спектаклю «Милый друг» Театра им. Моссовета. Москва. (1997).

Диплом правительства Москвы и Английского клуба за музыкальный проект Людмилы Гурченко «Бюро счастья». Москва. (1998).

Приз «SMIRNOFF-дизайн». Мадрид. (1999).

Приз «Магия моды». Москва. (1999).

Приз «Светский лев». Москва. (2003).
Премия фестиваля «Текстура» за спектакль «Небожители» (т. «Практика»). Лучший сценограф. (2011)